# Нарендра Моді
Нарендра Дамодардас Моді (англ. Narendra Damodardas Modi; нар. 17 вересня 1950, Ваднагар, Гуджарат, Індія) — індійський політичний і державний діяч. 14-й Прем'єр-міністр Індії з 26 травня 2014. Лідер Бхаратія джаната парті. Головний міністр штату Гуджарат з 7 жовтня 2001 до 22 травня 2014.

## Біографія
Народився 17 вересня 1950 в індуїстській родині бакалейників гуджараті у Ваднагарі, район Мехсана, штат Бомбей (сучасний Гуджарат). Він був третім із шести дітей, народжених у Дамодардаса Мульчанда Моді (бл. 1915—1989) та Хірабен Моді (нар. бл. 1920—2022). Сім'я Моді належала до громади Мод-Ганчі-Телі (видавлювачів масла), яку індійський уряд відносить до категорії «відсталий клас».
У вісім років Моді дізнався про Раштрія сваямсевак санґх (RSS) і почав відвідувати місцеві шакхи (тренувальні заняття). Там Моді познайомився з Лакшманрао Інамдаром, широко відомим як Вакіл Сахеб, який призначив його балсвайамсеваком (молодшим кадетом) в RSS і став його політичним наставником. У той час, як Моді навчався в RSS, він також зустрівся з Васантом Гаджендрагадкаром і Наталалом Джагдою, лідерами Бхаратія Джана Сангх, які були членами-засновниками гуджаратського підрозділу BJP в 1980 році.
У 18 років Моді був одружений з Джашодабен Чіманлал Моді, яку невдовзі кинув. Він залишив батьківський дім, куди вона приїхала жити. Моді вперше публічно визнав її своєю дружиною більше ніж через чотири десятиліття, коли цього вимагало індійське законодавство, але відтоді не контактував з нею. Моді стверджував, що він подорожував Північною Індією протягом двох років після того, як залишив батьківський дім, відвідавши ряд релігійних центрів, але є мало деталей його подорожей. Після повернення в Гуджарат в 1971 році він став штатним працівником RSS. Після того, як у 1975 році прем'єр-міністр Індіра Ганді оголосила надзвичайний стан, Моді переховувався. RSS призначив його до BJP у 1985 році, і він обіймав кілька посад у партійній ієрархії до 2001 року, піднявшись до рангу генерального секретаря.
Моді був призначений головним міністром Гуджарату у 2001 році через погіршення здоров'я Кешубхая Пателя і поганий суспільний імідж після землетрусу в Бхуджі. Невдовзі Моді був обраний до законодавчих зборів. Його адміністрацію вважали причетною до заворушень у Гуджараті 2002 року, під час яких було вбито 1044 людини, три чверті з яких були мусульманами. Спеціальна слідча група, призначена Верховним судом Індії, не знайшла жодних доказів для порушення кримінального переслідування особисто Моді. Хоча його політика на посаді головного міністра, якій приписують заохочення економічного зростання, отримала похвалу, його адміністрацію критикували за нездатність значно покращити показники охорони здоров'я, освіти та регулювання бідності в штаті.
Моді очолив БДП на загальних виборах 2014 року, які дали партії більшість у нижній палаті індійського парламенту, Лок Сабха, вперше з 1984 року. Адміністрація Моді намагалася залучити прямі іноземні інвестиції в індійську економіку і скорочення видатків на програми охорони здоров'я та соціального забезпечення. Моді намагався підвищити ефективність бюрократії; він централізував владу, ліквідувавши планову комісію. Він розпочав гучну санітарну кампанію, суперечливо ініціював демонетизацію банкнот високого номіналу та трансформацію режиму оподаткування, а також послабив або скасував екологічне та трудове законодавство.
Під час правління Моді Індія зазнала демократичного відступу. Після перемоги його партії на загальних виборах 2019 року його адміністрація скасувала особливий статус Джамму та Кашміру, запровадила Закон про внесення змін до громадянства та три суперечливих закони про сільське господарство, що викликало масові протести. Моді залишається суперечливою фігурою на внутрішньому та міжнародному рівні з приводу його індуїстських націоналістичних переконань і його відношення до заворушень в Гуджараті 2002 році, які вважають доказом соціального відторгнення.
5 червня 2024 року Моді подав у відставку з посади прем'єр-міністра Індії.

### Відносини з Україною
Індія відмовилася засудити повномасштабне російське вторгнення в Україну у 2022 році та залишилася нейтральною. Індійський уряд організував операцію «Ґанґа», яка була спрямована на повернення на батьківщину індійців, які опинилися в Україні під час війни. Індія евакуювала близько 20 000 індійських громадян в Україні, з яких трохи більше ніж 18 000 були студентами..
Індія надіслала Україні допомогу, включаючи ліки та предмети першої потреби.

## Нагороди та визнання
У березні 2012 року та червні 2014 року Нарендра Моді з'явився на обкладинці азійського видання журналу Time Magazine, ставши одним із небагатьох індійських політиків, яким це вдалося. У 2014 році мережа новин CNN-News18 (формально CNN-IBN) нагородила Моді званням «Індієць року». У червні 2015 року Моді був зображений на обкладинці журналу Time. У 2014, 2015, 2017, 2020 і 2021 роках він був названий одним із 100 найвпливовіших людей світу за версією журналу Time. Журнал Forbes назвав його 15-ю найвпливовішою людиною світу у 2014 році та 9-ю найвпливовішою людиною світу у 2015, 2016 і 2018 роках. У 2015 році Моді був визнаний 13-ю найвпливовішою людиною у світі за версією журналу Bloomberg Markets. У 2021 році Time назвав Моді третім «ключовим лідером» незалежної Індії після Джавахарлала Неру та Індіри Ганді, який «домінував у політиці країни, як ніхто після них». У 2015 році Моді посів п'яте місце в першому щорічному списку «Найвидатніших лідерів світу» журналу Fortune. У 2017 році Міжнародна асоціація Gallup (GIA) провела опитування і поставила Моді на третє місце серед лідерів світу. У 2016 році в музеї воскових фігур мадам Тюссо в Лондоні було відкрито воскову статую Моді.

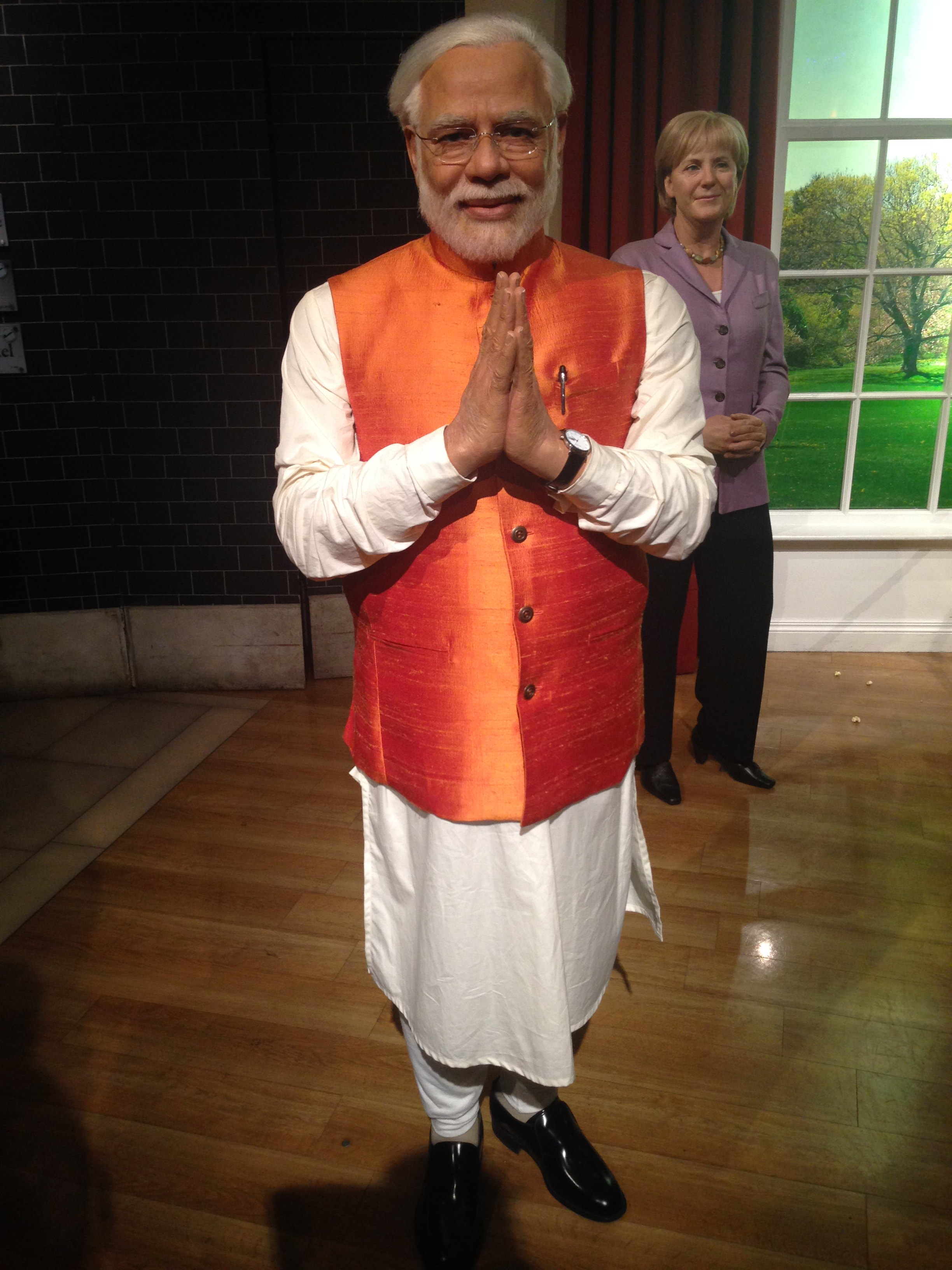
Воскова статуя Нарендри Моді в Музеї мадам Тюссо, Лондон

У 2015 році Моді був названий одним з «30 найвпливовіших людей в Інтернеті» за версією Time, скільки він був другим за кількістю підписників серед політиків у Twitter і Facebook. У 2018 році він був третім за кількістю підписників серед світових лідерів у Twitter та найбільш підписним світовим лідером в Instagram і Facebook. У жовтні 2018 року Моді отримав вищу екологічну нагороду ООН — «Чемпіони Землі» — за лідерство в політиці, «новаторську роботу з просування» Міжнародного сонячного альянсу і «нових областей рівнів співпраці в галузі екологічних дій». Моді був удостоєний Сеульської премії миру 2018 року.
Після його другої церемонії вступу на посаду прем'єр-міністра Індії на фасаді будівлі Національної нафтової компанії Абу-Дабі (ADNOC) в Абу-Дабі, Об'єднані Арабські Емірати, було розміщено фотографію Мод. 22 вересня 2019 року Техасько-індійський форум провів громадський захід «Привіт Моді» на честь Моді на стадіоні NRG у Х'юстоні, Техас. Захід відвідали понад 50 000 людей і кілька американських політиків, включаючи президента Дональда Трампа, що зробило його найбільшим зібранням для запрошеного іноземного лідера, який відвідав Сполучені Штати, окрім Папи Римського. Під час заходу мер Х'юстона Сильвестр Тернер вручив Моді ключ від міста Х'юстон. Фонд Білла та Мелінди Гейтс вручив Моді нагороду Global Goalkeeper Award 24 вересня 2019 року в Нью-Йорку на знак визнання місії Swachh Bharat і «прогресу, якого Індія домоглася в забезпеченні безпечних санітарних умов під його керівництвом».
У 2020 році Моді був серед восьми світових лідерів, які були нагороджені пародійною Нобелівською премією з медичної освіти «за використання пандемії вірусу COVID-19, щоб навчити світ, що політики можуть мати більш безпосередній вплив на життя і смерть, ніж вчені та лікарі». 21 грудня 2020 року президент США Дональд Трамп нагородив Моді орденом Легіону за заслуги за покращення відносин між Індією та США. 24 лютого 2021 року Асоціація крикету Гуджарату суперечливо перейменувала стадіон «Мотера» в Ахмадабаді — найбільший стадіон для крикету у світі — на стадіон імені Нарендра Моді.
У липні 2024 року під час візиту до Росії Моді був нагороджений орденом Святого Андрія Первозванного, найвищою цивільною нагородою Росії, за його зусилля у розвитку двосторонніх зв'язків між Індією та Росією. Пізніше в листопаді 2024 року, під час дипломатичного візиту до Нігерії, Президент Нігерії присвоїв Моді звання Великого командора ордена Нігеру (GCON). Це одна з найвищих нагород країни, що робить його другим іноземним високопосадовцем, який отримав цю нагороду, після королеви Єлизавети II у 1969 році. Президент Бола Тінубу заявив, що нагорода була вручена на знак визнання вдячності Нігерії за зростаюче партнерство між двома країнами. Після прибуття Моді отримав символічний «Ключ від міста» Абуджі від міністра Найсома Віке, що символізує довіру та пошану з боку народу Нігерії.